# Смоляки

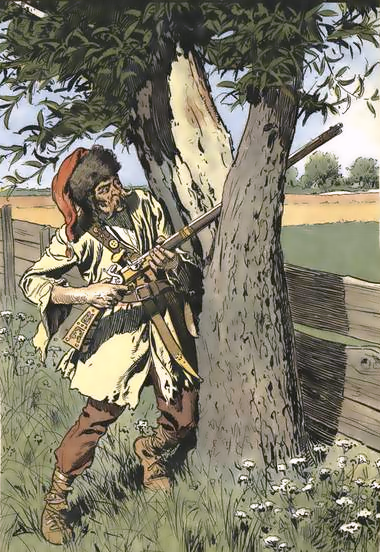
Угорський смоляк 1760х років

Смоляки (пандури) — збройні формування, що організовувалися поляками, угорцями і австрійцями для боротьби з опришками, бескидниками і іншими повстанськими формуваннями українців
. 

## Історія
Смоляки з'явилися у другій половині XVII століття на прикордонних із Угорщиною територіях коли був запроваджений інститут «смоляцької служби». Часто смоляки діяли спільно із загонами місцевої шляхти. Кількість бійців у смоляцькому загоні коливалась приблизно від 20 до 100 чоловік (в деяких випадках 150) — у залежності від ситуації. Командувач загону отримував щомісячну плату 100 злотих, його підлеглі — в залежності від місця служби: за несення гарнізонної служби у селі чи в певному містечку — 10 злотих на місяць, а за службу на кордоні, в складних польових умовах — 12. «Смоляки» відбували безперервну смоляцьку службу приблизно 5 місяців протягом року — навесні (з половини квітня та до половини червня) та восени (упродовж вересня і листопада). З часом «смоляками» стали називати всіх учасників піших найманих загонів (військ). На їх утримання навіть встановили додатковий податок. Інколи смоляки переодягалися і видавали себе за опришків, щоб підступно знищувати підрозділи опришків, але завдяки добрій розвідці та уважності опришків це їм вдавалося рідко.